# Ptolemaios von Megalopolis
Ptolemaios (griechisch Πτολεμαίος), Sohn des Agesarchos, war im 2. Jahrhundert v. Chr. ein Biograph und Beamter der hellenistischen Ptolemäerdynastie in Ägypten.
Sein Vater stammte aus Megalopolis, doch dürfte Ptolemaios seinem Namen nach selbst in Ägypten geboren sein. Kurz nach der offiziellen Inthronisierung des Königs Ptolemaios V. wurde er von dem Regenten Agathokles nach Rom entsandt, um dort den Herrscherwechsel in Ägypten bekanntzugeben. Offenbar hatte Ptolemaios in Opposition zu dem Regenten gestanden, da dieser darauf baute, dass er sich mit seiner Reise Zeit lasse und dabei für längere Zeit bei Verwandten in Griechenland verweile. Im Jahr 197/96 v. Chr. wurde Ptolemaios als Statthalter (strategos) auf Zypern eingesetzt, als Nachfolger des Polykrates. Von ihm sind keine inschriftlichen Zeugnisse auf der Insel überliefert. Das Amt hatte er bis etwa 180 v. Chr. innegehabt und wurde von Ptolemaios Makron abgelöst, mit dem er in älteren geschichtswissenschaftlichen Betrachtungen häufig gleichgesetzt wurde.
Ptolemaios hatte eine Tochter namens Eirene, die von 199 bis 171 v. Chr. das Priesterinnenamt für die „vaterliebende Göttin“/Arsinoë III. bekleidet hatte, als erste Amtsinhaberin überhaupt.
Ptolemaios schrieb im hohen Alter eine mehrbändige Biographie (Περὶ τὸν Φιλοπάτορα ἱστορίαι) in mindestens 3 Büchern über den König Ptolemaios IV. Philopator. Das Werk ist nicht mehr erhalten, allerdings zitieren Athenaios und Polybios daraus, wobei der größte Teil der von Polybios verwendeten Abschnitte auch verloren gegangen ist. Die Beurteilung des Ptolemaios ist aufgrund dieser Aussagen in der Forschung eher negativ. Die erhaltenen Fragmente sind gesammelt in Die Fragmente der griechischen Historiker (Nr. 161); eine neue Edition mit Kommentar, einer englischen Übersetzung und einem biographischen Essay bietet Jacques A. Bromberg in Brill’s New Jacoby (Nr. 161).